# More Pep
More Pep es un corto de animación estadounidense de 1936, de la serie de Betty Boop. Fue producido por los estudios Fleischer y distribuido por Paramount Pictures. En él aparecen Betty Boop y Pudgy.

## Argumento
Max Fleischer dibuja a Pudgy y, sobre el escenario de un teatro, todos los elementos necesarios para que Pudgy demuestre todas sus habilidades. Pero Pudgy está apático y se queda dormido. Betty Boop, desde el tintero contempla la escena y, con permiso del "tío Max", dibuja un aparato en el que introduce vegetales, huevos y todo tipo de alimentos nutritivos. La máquina los mezcla, pero empieza a funcionar de manera alocada, y fuera de control esparce su pócima vigorizante por toda la ciudad. Los efectos serán espectaculares.

## Producción
More Pep es la quincuagésima tercera entrega de la serie de Betty Boop y fue estrenada el 19 de junio de 1936.
El corto mezcla imágenes animadas con reales, muy al estilo de los cortos de la serie Out of the Inkwell, al igual que el comienzo, con Max Fleischer dibujando a los personajes e interactuando con ellos.